# Alexandru Oleinic
Alexandru Oleinic (n. 8 decembrie 1959, Cupcini, raionul Edineț) este un om politic din Republica Moldova, care a fost ales ca deputat în Parlamentul Republicii Moldova în două legislaturi consecutive între 2001-2009, pe listele partidului Blocul electoral Moldova Democrată, iar între 2009 și 2011 a fost Ministru al Tehnologiilor Informaționale și Comunicațiilor al Republicii Moldova. În rezultatul alegerilor parlamentare din 2019 a fost ales în calitate de deputat din partea circumscripției uninominale №47 din Transnistria, în componența căreia sunt incluse orașele Camenca, Rîbnița, Dubăsari și Grigoriopol. La Congresul al II-a al PPRM din 17 noiembrie 2012 a fost ales în calitate de copreședinte coordonator. Este și fondatorul fondului de caritate "Tinerii Pentru Moldova" și a Institutului de Tehnologii Politice și Sociale, președinte al "Fondului Național pentru atragerea și Protecția a investițiilor" și a Consiliului de Administrație al "Milenium Management Grup".

## Educație
- 1966-1976: Scoala din orașul Cupcini, raionul Edineț.
- 1976-1981: Institutul Politehnic Chisinau, Facultatea de Mecanica
- 1985-1988: Universitatea de Stat din Moldova, Facultatea de Științe Economice

## Activitatea profesională
- 1982-1996: A trecut toată calea de la un simplu maistru la poziția de director general al uzinei SA "Monolit" (Soroca);
- 1996- 1998: Director General al  Uzinei de tractoare din Chișinău SA "TRACOM";
- 1998- 2000: Director general al Departamentului de Administrare și Privatizare a Proprietății de Stat;
- 2000- 2001: Director General al Agenției Naționale Pentru Investiții;
- 2001- 2005: Deputat în Parlamentul Republicii Moldova, membru al Comisiei pentru politică economică, buget și finanțe;
- 2005- 2009: Deputat în Parlamentul Republicii Moldova, membrul Comisiei pentru protecție socială , sănătate și familie ;
- La data de 25 septembrie 2009 prin Decretul Președintelui Republicii Moldova № 4 - V numit ministru al Tehnologiilor Informaționale și Comunicațiilor.
- 2009- 2011: Ministrul Tehnologiei Informației și Comunicațiilor;
- din 2012-prezent: Președinte al "Fondului Național pentru Promovarea și Protecția investițiilor";
- din 2013-prezent: Președintele Consiliului de Administrație al "Milenium Management Grup";
- din 2019 - prezent: Deputat în Parlamentul Republicii Moldova, membru al Comisiei Economie, Buget și Finanțe;

## Activitatea politică
- 1997- 2002: Candidează în Parlamentul Republicii Moldova pe listele Partidului Social Democrat "Furnica". Membrul Consiliului Național al Partidului Social Democrat "Furnica";
- 2001- 2005: ales în Parlament pe lista blocului electoral  "Alianța Braghiș". Membrul comisiei pentru politică economică , buget și finanțe;
- 2002-2003: Membrul Consiliului Național al Alianței Social-Democrat din Moldova;
- 2003- 2011: Membrul Consiliului Național al Alianței " Moldova Noastră ";
- 2005- 2009: Deputat în Parlamentul Republicii Moldova - Blocul electoral Moldova Democrată. Membru comisiei pentru protecție socială, sănătate și familie;
- 2007-2009: Membru al Comisiei Interparlamentare  Rusia - Republica Moldova. Membru al Adunării Parlamentare a OSCE;
- din 2012: Copreședinte coordonator al Partidului Popular din Republica Moldova;
- din 2019: ales în Parlamentul Republicii Moldova din partea circumscripției uninominale №47 din Transnistria, în componența căreia sunt incluse orașele Camenca, Rîbnița, Dubăsari și Grigoriopol.

## Activitatea socială și onoruri acordate
- În 2005: Creează fundația de binefacere "Tinerii pentru Moldova"
- În 2009: Unul din fondatorii Institutului de Tehnologii Politice și Sociale
- Pe data de 1 decembrie 2009 Alexandru Oleinic a fost decorat cu Medalia de Onoare pentru activitatea sa extraordinară de la guvern, pentru  promovarea reformelor democratice și a legislației.
- 2010: Inițiator și organizator al Concursului Național "ITineret - Viitorul începe cu tine". De asemenea patronează primul concurs.

Decorat cu Ordinul al BOFR, BOU, și Biserica Ortodoxă din Moldova.

## Starea civilă
Căsătorit, are un copil.